# Asienspiele 2014/Tennis
Bei den Asienspielen 2014 in Incheon, Südkorea wurden vom 20. bis 30. September 2014 sieben Wettbewerbe im Tennis ausgetragen, je drei für Männer und Frauen sowie ein Mixed-Wettbewerb.

## Wettbewerbe und Zeitplan
Insgesamt sieben Wettbewerbe werden im Rahmen der Spiele im Tennissport ausgetragen. Dazu zählen die jeweiligen Einzel-, Doppel- und Mannschaftskonkurrenzen sowie der Mixedwettbewerb.
| Datum            | Sa. 20.      | So. 21.      | Mo. 22.       | Di. 23.    | Mi. 24.     | Do. 25.      | Fr. 26.      | Sa. 27.       | So. 28.    | Mo. 29. | Di. 30. |
| ---------------- | ------------ | ------------ | ------------- | ---------- | ----------- | ------------ | ------------ | ------------- | ---------- | ------- | ------- |
| Herreneinzel     |              |              |               |            | Erste Runde | Zweite Runde | Achtelfinale | Viertelfinale | Halbfinale |         | Finale  |
| Herrendoppel     |              |              |               |            | Erste Runde | Erste Runde  | Achtelfinale | Viertelfinale | Halbfinale | Finale  |         |
| Herrenmannschaft | Erste Runde  | Achtelfinale | Viertelfinale | Halbfinale | Finale      |              |              |               |            |         |         |
| Dameneinzel      |              |              |               |            | Erste Runde | Zweite Runde | Achtelfinale | Viertelfinale | Halbfinale |         | Finale  |
| Dameneinzel      | Zweite Runde |              |               |            |             | Zweite Runde | Achtelfinale | Viertelfinale | Halbfinale |         | Finale  |
| Damendoppel      |              |              |               |            | Erste Runde | Achtelfinale | Achtelfinale | Viertelfinale | Halbfinale | Finale  |         |
| Damenmannschaft  | Erste Runde  | Erste Runde  | Viertelfinale | Halbfinale | Finale      |              |              |               |            |         |         |
| Mixed            |              |              |               |            |             | Erste Runde  | Achtelfinale | Viertelfinale | Halbfinale | Finale  |         |

## Herren

### Einzel
| Platz | Land              | Spieler            |
| ----- | ----------------- | ------------------ |
| 1     | Japan             | Yoshihito Nishioka |
| 2     | Chinesisch Taipeh | Lu Yen-hsun        |
| 3     | Japan             | Yūichi Sugita      |
| 3     | Indien            | Yuki Bhambri       |

Das Finale fand am 30. September statt.

### Doppel
| Platz | Land     | Spieler                               |
| ----- | -------- | ------------------------------------- |
| 1     | Südkorea | Chung Hyeon Lim Yong-kyu              |
| 2     | Indien   | Saketh Myneni Sanam Singh             |
| 3     | Thailand | Sanchai Ratiwatana Sonchat Ratiwatana |
| 3     | Indien   | Yuki Bhambri Divij Sharan             |

Das Finale fand am 29. September statt.

### Mannschaft
| Platz | Land                | Spieler                                                        |
| ----- | ------------------- | -------------------------------------------------------------- |
| 1     | Kasachstan          | Andrei Golubew Michail Kukuschkin Alexander Nedowessow         |
| 2     | Volksrepublik China | Gong Maoxin Li Zhe Wu Di Zhang Ze                              |
| 3     | Japan               | Tatsuma Itō Yoshihito Nishioka Yūichi Sugita Yasutaka Uchiyama |
| 3     | Usbekistan          | Farrux Doʻstov Sanjar Fayziyev Temur Ismoilov Denis Istomin    |

Das Finale fand am 25. September statt.

## Damen

### Einzel
| Platz | Land                | Spieler         |
| ----- | ------------------- | --------------- |
| 1     | Volksrepublik China | Wang Qiang      |
| 2     | Thailand            | Luksika Kumkhum |
| 3     | Japan               | Eri Hozumi      |
| 3     | Japan               | Misa Eguchi     |

Das Finale fand am 30. September statt.

### Doppel
| Platz | Land              | Spielerinnen                        |
| ----- | ----------------- | ----------------------------------- |
| 1     | Thailand          | Luksika Kumkhum Tamarine Tanasugarn |
| 2     | Chinesisch Taipeh | Hsieh Su-wei Chan Chin-wei          |
| 3     | Chinesisch Taipeh | Chan Hao-ching Chan Yung-jan        |
| 3     | Indien            | Sania Mirza Prarthana Thombare      |

Das Finale fand am 29. September statt.

### Mannschaft
| Platz | Land                | Spielerinnen                                            |
| ----- | ------------------- | ------------------------------------------------------- |
| 1     | Chinesisch Taipeh   | Chan Chin-wei Chan Hao-ching Chan Yung-jan Hsieh Su-wei |
| 2     | Volksrepublik China | Duan Yingying Zhang Shuai Zheng Jie Zheng Saisai        |
| 3     | Japan               | Misa Eguchi Eri Hozumi Risa Ozaki                       |
| 3     | Kasachstan          | Kamila Kerimbajewa Julija Putinzewa Jaroslawa Schwedowa |

Das Finale fand am 25. September statt.

## Mixed
| Platz | Land                | Spieler/in                    |
| ----- | ------------------- | ----------------------------- |
| 1     | Indien              | Saketh Myneni Sania Mirza     |
| 2     | Chinesisch Taipeh   | Peng Hsien-yin Chan Hao-ching |
| 3     | Japan               | Yūichi Sugita Shūko Aoyama    |
| 3     | Volksrepublik China | Zhang Ze Zheng Jie            |

Das Finale fand am 29. September statt.

## Medaillenspiegel
| Platz | Land                | Gold | Silber | Bronze | Gesamt |
| ----- | ------------------- | ---- | ------ | ------ | ------ |
| 01    | Chinesisch Taipeh   | 1    | 3      | 1      | 5      |
| 02    | Volksrepublik China | 1    | 2      | 1      | 4      |
| 03    | Indien              | 1    | 1      | 3      | 5      |
| 04    | Thailand            | 1    | 1      | 1      | 3      |
| 05    | Japan               | 1    | —      | 6      | 7      |
| 06    | Kasachstan          | 1    | —      | 1      | 2      |
| 07    | Südkorea            | 1    | —      | —      | 1      |
| 08    | Usbekistan          | —    | —      | 1      | 1      |